# Ланц фон Либенфелс
Адолф Јозеф Ланц (звани Јорг Ланц), који се називао Ланц фон Либенфелс (19. јула 1874 - 22. априла 1954), био је аустријски политички и расни теоретичар и окултиста, који је био пионир ариозофије. Био је бивши монах и оснивач часописа Остара, у којем је објављивао антисемитске и националистичке теорије.